# Fouta

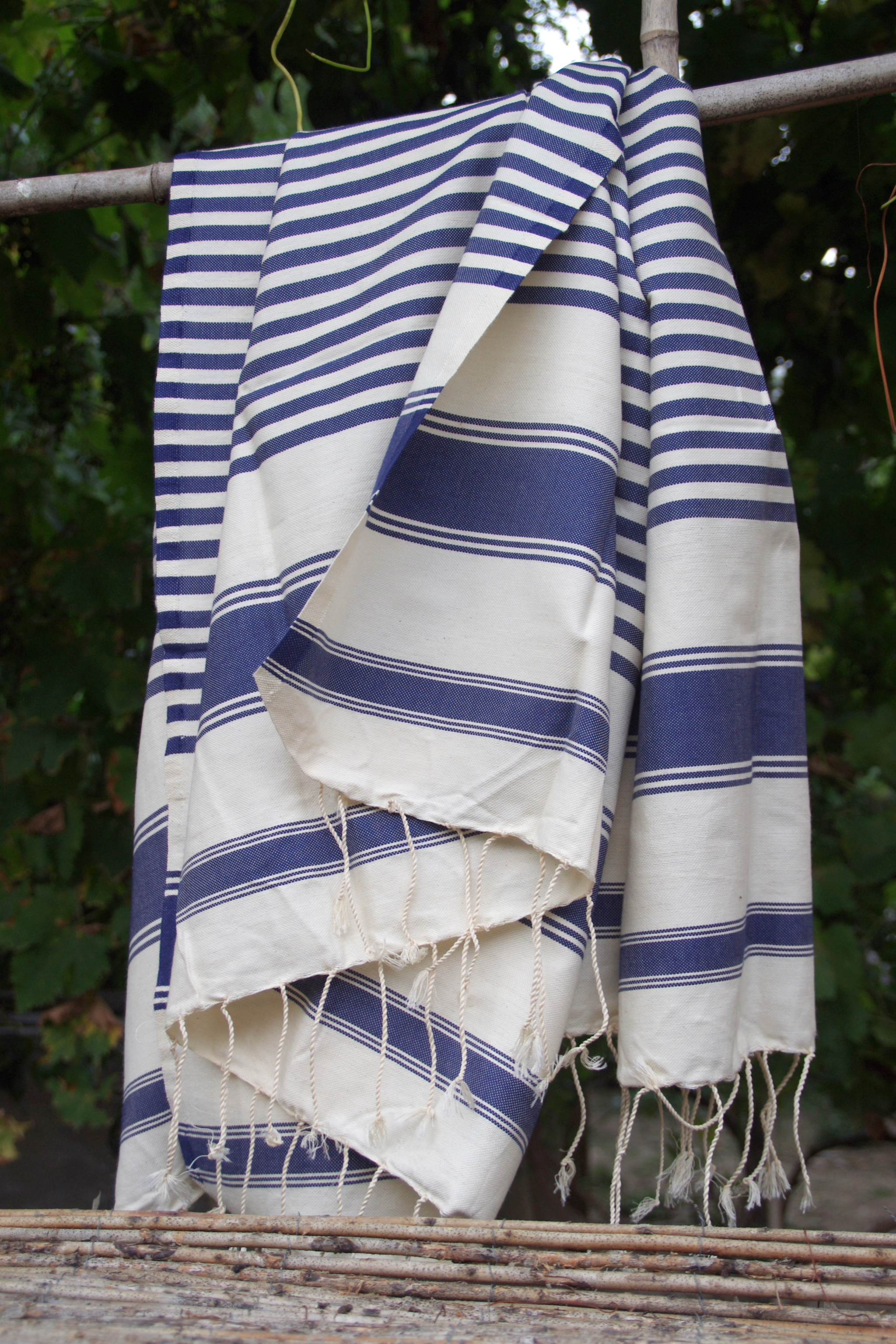
Tunesisches Fouta

Fouta ist ein ursprünglich tunesisches Kleidungsstück und Handtuch, das im südlichen und östlichen Mittelmeerraum verbreitet ist. Es wird als Bade- und Saunatuch, Sarong, Umhängetuch, Tisch- und Stranddecke verwendet, aber auch als Sofaüberwurf.
Die Fouta ist aus Baumwolle gewebt und hat Fransen. Sie ist dünn und sowohl saugfähig als auch schnelltrocknend.